# 迦尸國
迦尸國（意為「光明之城」），義淨譯作荻苗國，是古印度十六大國之一，在多部吠陀時期的印度經典皆有記載，建國於公元前六世紀，位於恆河流域，以首都波羅奈（今瓦拉納西）為中心，故又名波羅奈國或婆羅痆斯國。東以松河為界，國境約相當於今日的印度北方邦東部。
迦尸國力強盛，迄考底利耶的時代均是吠陀學和世俗教育的中心。《大唐西域記》卷七載：“婆羅痆斯國，周四千餘里。國大都城西臨殑伽河，長十八九里，廣五六里。閭閻櫛比，居人殷盛，家積巨萬，室盈奇貨。人性溫恭，俗重強學，多信外道，少敬佛法。氣序和，穀稼盛，果木扶疏，茂草靃靡。伽藍三十餘所，僧徒三千餘人，並學小乘正量部法。”。據《本生經》記載，國都波羅奈是當時印度最富裕的城市。

## 延伸阅读
[在维基数据编辑]
 《欽定古今圖書集成·方輿彙編·邊裔典·迦尸部》，出自陈梦雷《古今圖書集成》